# Innocenzo Donina
Innocenzo Donina (ur. 16 lipca 1950 w Piancogno, zm. 19 marca 2020 w Bergamo) – włoski piłkarz, grający na pozycji pomocnik. Były reprezentant takich klubów jak Atalanta BC, US Cremonese czy SSC Bari.
Donina zmarł 19 marca 2020 na COVID-19, podczas pandemii COVID-19 we Włoszech.